# شیروانی (روستا)
شیروانی، روستایی است از توابع بخش کوهسار و در شهرستان سلماس استان آذربایجان غربی ایران. زبان مردم این روستا کردی کرمانجی است و از روستاهای کرد نشین ایران محسوب می شود.

## جمعیت
این روستا در دهستان شپیران قرار داشته و بر اساس سرشماری سال ۱۳۸۵ جمعیت آن ۱۱۹۹نفر (۱۹۰ خانوار)  شایان ذکر است که اهالی اینروستا به دلیل نداشتن امکانات وکار مناسب بیشتر به شهرها مهاجرت کرده وتنها 40خانوار درروستا باقی مانده اند بیشتر ساکنان قبلی شیروانی در مناطق محروم شهری در سخت ترین کارها مشغول به کار برای امرار معاش هستند .وهنوز اینروستا از نبود جاده مناسب و مدرسه راهنمایی  رنج میبرد .
بوده است.